# Obersten-Affäre
Die Obersten-Affäre war eine politische Affäre, die sich während des Ersten Weltkrieges in der Schweiz abspielte.

## Hintergrund der Affäre

Kanzlei des Schweizer Nachrichtendienstes zur Zeit des Ersten Weltkriegs

Vor und nach Ausbruch des Ersten Weltkrieges belieferten Friedrich Moritz von Wattenwyl und Karl Egli, beides Oberste im Generalstab, die Militärattachés Deutschlands und Österreich-Ungarns mit den Tagesbulletins des Schweizer Generalstabs und mit verschiedenen Telegrammen unterschiedlicher Bedeutung und Vertraulichkeit, die der Schweizer Nachrichtendienst entschlüsselt hatte.
Im Sommer 1915 gelang es dem beim Nachrichtendienst zivil angestellten Kryptographen André Langie, den Geheimcode der Russischen Armee zu entschlüsseln. Nachdem Langie bemerkt hatte, dass verschlüsselte Depeschen deutscher Herkunft sich direkt auf die geheimen Tagesbulletins des Generalstabs bezogen, vermutete er einen Landesverrat und informierte den Waadtländer Redaktor und Nationalrat Édouard Secretan. Dieser arrangierte im Dezember 1915 ein direktes Treffen zwischen Langie und dem damaligen Vorsteher des Militärdepartementes, Bundesrat Camille Decoppet. Daraufhin wurde der damals amtierende General Ulrich Wille von Bundesrat Decoppet aufgefordert, die beiden Generalstabsoffiziere zu bestrafen. Wille versetzte darauf die beiden Offiziere, gleichzeitig aber auch zwei französischsprachige Generalstabsoffiziere, die nichts mit dem Fall zu tun hatten.
Nachdem Parlamentarier, die Presse sowie die Öffentlichkeit Druck auf den Bundesrat ausgeübt hatten, ordnete dieser am 11. Januar 1916 eine Administrativuntersuchung an. Die beiden Offiziere wurden, obwohl Wille nicht glücklich darüber war, am 18. Januar vor das Militärgericht gestellt. Aus Furcht vor zu grossen Reputationsschäden der Schweizer Armee lehnte Wille eine Verurteilung ab. Der Bundesrat leitete am 19. Januar ein vollständiges Gerichtsverfahren ein. Das Divisionsgericht 5 in Zürich erklärte am 28. Februar die beiden als strafrechtlich nicht schuldig und wies den Fall zur disziplinarischen Beurteilung an die Militärbehörde zurück. General Wille bestrafte die beiden Offiziere mit je zwanzig Tagen Arrest, und der Bundesrat enthob sie ihrer Funktionen.

## Auswirkungen
In der Deutschschweiz wurde die Affäre schöngeredet, anders in der Romandie. Das milde Urteil und die Sanktionen wurden von den Westschweizer Medien stark thematisiert und lösten damit eine Vertrauenskrise in der Bevölkerung aus. Die welschen Bürgerlichen versuchten zwar einzulenken, aber auch ihr Vertrauen war erschüttert. Vor allem die Sozialisten übten scharfe Kritik an der Armee und der Regierung. In der Bevölkerung kam das Gefühl auf, dass sich ein grosser Graben zwischen den Sprachregionen öffne und sich die sozialen Klassen voneinander trennten. Sowohl Intellektuelle als auch Politiker führten über den Wert der Schweizer Neutralität eine Debatte, die sich wegen des offenen Ausgangs des Weltkriegs weiter verschärfte. Der Hauptkritikpunkt war die deutschfreundliche Haltung der Armeeführung.
Französische Planungen
Der französische Generalstab arbeitete ab Spätherbst 1915 einen sogenannten «Plan H (Helvétie)» aus. Dieser sah einen Vorstoss der französischen Armee durch die Schweiz nach Süddeutschland vor, der gemäss dem Historiker Hans Rudolf Fuhrer «als Schutz der welschen Schweiz legitimiert und, wenn möglich, nach einem Hilfegesuch aus der Romandie ausgelöst werden» sollte. Nachdem der französischen Armeeführung klar geworden war, dass der Vorstoss mutmasslich auf der Linie Les Rangiers, Olten und Gotthard zum Stehen kommen würde, stoppte der Oberbefehlshaber der französischen Armee, Joseph Joffre, die Planungen mit dem Hinweis, dass es nicht gelungen sei, einen einflussreichen Magistraten zu finden, der bereit gewesen wäre, eine französische Intervention zu fordern.

## Filme
- Der Landesverrat. SRF 1, DOK, 15. Oktober 2015, 51 Minuten. Autor: Hansjürg Zumstein.[3]